# Senterej
Senterej ist das äthiopische Schach. Es wird bereits seit Jahrhunderten gespielt. Aus dem Jahr 1809 datieren Berichte, wonach die Tigre dieses Spiel kannten. Das Spiel übernahmen sie von den Arabern, was auch die Namen der Figuren andeuten.

## Die Figuren
| Name                     | Bedeutung     | Äquivalent |
| ------------------------ | ------------- | ---------- |
| Negus                    | König         | König      |
| Fers                     | Minister      | Dame       |
| Fil, Saba                | Elefant       | Läufer     |
| Ferese (arabisch: Faras) | Pferd         | Springer   |
| Der                      | Schloss, Burg | Turm       |
| Medeq (arabisch: Baidaq) | Bauer         | Bauer      |

Der Fers bewegt sich wie im Schatrandsch ein Feld diagonal. Der Fil zieht zwei Felder diagonal und kann wie der Springer Figuren auf dem Feld dazwischen überspringen. (In manchen Quellen war die Rede von "drei Feldern diagonal", was so erklärt werden kann, dass das Ursprungsfeld mitgezählt wurde.)
In Abweichung zum bekannten Schach gibt es vor dem eigentlichen Spiel eine „Mobilisierungsphase“, werera genannt. Beide Spieler können Figuren bewegen, so schnell oder langsam sie wollen – ohne darauf zu warten, dass der Gegner zieht! Dabei ist auch eine Art Rochade möglich. Werera endet, sobald die erste Figur geschlagen wird. Ab diesem Punkt ziehen beide abwechselnd.